# Deolinda Kinzimba
Deolinda Inês Caetano Kinzimba es una cantautora y actriz angoleña. 

## Biografía
Kinzimba nació en Luanda y creció en Ingombota. Ha mencionado que estaba interesada en la música desde su niñez. Sus influencias incluyen a Phyllis Hyman y Selena Quintanilla. Durante su adolescencia vivió en Tanzania junto a una hermana que trabajaba en la embajada de Angola. Se mudó a Guimarães, Portugal en 2014 para estudiar. Realizó un curso de derecho en Oporto.
En 2016, ganó la tercera temporada de The Voice Portugal. Fue apodada "la nueva Whitney Houston" al interpretar el tema "I Have Nothing" de la cantante estadounidense. En la final interpretó "I Will Always Love You " de Mariah Carey y " A Moment Like This " de Kelly Clarkson. Se reunió con su madre, a quien no había visto en dos años. Como ganadora firmó un acuerdo con Universal. En septiembre del mismo año protagonizó el programa "Dentro".
Su primer sencillo, "Primeira Vez", fue lanzado en octubre de 2016. En noviembre de 2017, por el lanzamiento de su disco debut "Deolinda Kinzimba", recibió tres estrellas y media de la revista Sábado, elogiando su emoción y desempeño pero criticando la previsibilidad del disco. Aun así, la revista dijo que fue un buen debut con varias canciones fuertes. Igualmente participó en el Festival RTP da Canção 2017, por invitación de la compositora Rita Redshoes, llegando a la final.